# Stronti sulfide
Stronti sulfide là một hợp chất vô cơ với công thức hóa học là SrS. Hợp chất này tồn tại dưới dạng một chất rắn có màu trắng. Hợp chất này là một chất trung gian trong việc chuyển đổi stronti sunfat, nguồn quặng stronti chủ yếu, có tên gọi là celestit, thành các hợp chất hữu ích khác.

## Sản xuất và các phản ứng
Stronti sulfide được sản xuất bằng phương pháp cho hợp chất stronti sunfat phản ứng với cacbon, với điều kiện nhiệt độ trên 1000 °C:
SrSO4  + 2 C   →   SrS  +  2 CO2
Khoảng 300.000 tấn được sản xuất theo phương pháp này này mỗi năm. Cả hai dạng hợp chất sunphua, phát sáng và không phát sáng đều được biết đến, tạp chất, khiếm khuyết và các chất pha loãng trở nên rất quan trọng.
Tương tự như các phản ứng chung của một muối sulfide của nguyên tố kiềm, hợp chất stronti sulfide này thủy phân cách dễ dàng:
SrS  +  2 H2O →   Sr(OH)2  +  H2S
Vì lý do này, các mẫu của SrS đều có mùi trứng thối.
Các phản ứng tương tự được sử dụng trong sản xuất các hợp chất hữu ích thương mại, bao gồm hợp chất stronti là hữu ích nhất, là stronti cacbonat.
SrS  +  H2O  +  CO2 →   SrCO3  +  H2S
Ngoài ra, stronti nitrat cũng có thể được điều chế theo cách này.